# Сакс, Шарль Жозеф
Шарль Жозеф Сакс (1 февраля 1791, Динан, Бельгия — 26 апреля 1865, Париж) — бельгийский мастер духовых инструментов.
Мастер-самоучка, Шарль Жозеф Сакс изготавливает не только духовые инструменты, но также скрипки и фортепьяно. Вначале работает в Динане; с 1815 г. — в Брюсселе. Изготовлявшиеся им инструменты были столь высокого качества, что в 1820 г. Шарль Жозеф Сакс был назначен придворным музыкальным мастером. Впоследствии мастер был награждён почётными дипломами и медалями и получил более десятка авторских свидетельств.
Музыкальная династия Сакс внесла значительный вклад в дело создания и усовершенствования духовых инструментов. Из одиннадцати детей Шарля Жозефа Сакса наиболее знаменит создатель саксофона Адольф Сакс.